# American Power Carriage Company
American Power Carriage Company war ein US-amerikanischer Hersteller von Automobilen.

## Unternehmensgeschichte
Das Unternehmen wurde 1899 in Boston in Massachusetts zur Automobilproduktion gegründet, die im gleichen Jahr begann und 1900 endete. Der Markenname lautete American Power. Insgesamt entstanden etwa 15 Fahrzeuge.

## Fahrzeuge
Das einzige Modell hatte einen Einzylindermotor, der etwa 40 km/h Höchstgeschwindigkeit ermöglichte. Der offene Runabout bot Platz für zwei Personen. Das Leergewicht betrug etwa 159 kg.